# Licht (álbum de Faun)
Licht es el segundo álbum de estudio de Faun, fue lanzado el 1 de diciembre de 2003.

## Lista de canciones
| N.º | Título          | Duración |  |
| 1.  | «Andro Prolog»  | 0:31     |  |
| 2.  | «Andro»         | 3:44     |  |
| 3.  | «Unda»          | 5:09     |  |
| 4.  | «Von Den Elben» | 5:37     |  |
| 5.  | «Ne Aludj El»   | 5:19     |  |
| 6.  | «Deva»          | 1:36     |  |
| 7.  | «Punagra»       | 4:40     |  |
| 8.  | «Wind & Geige»  | 5:04     |  |
| 9.  | «Isis»          | 5:39     |  |
| 10. | «Cernunnos»     | 5:01     |  |
| 11. | «Egil Saga»     | 5:09     |  |
| 12. | «Fort»          | 3:54     |  |

## Temática
Como es característico del grupo, en este álbum se reúnen sonidos y temas folklóricos de distintas regiones, con "Unda" cantada en latín, "Ne Aludj El" cantada en húngaro, "Punagra" en kurdo y "Egil Saga" en islandés, siendo las demás canciones (Von Den Elben, Wind & Geige, Isis y Fort) cantadas en alemán.
Las ilustraciones para la carátula y el folleto fueron hechos por el ilustrador Benjamin Rennen.